# إيفانز كوين
إيفانز كوين (بالإسبانية: Evans Quinn)‏ مواليد 1 يوليو 1983 في نيكاراغوا، هو ملاكم محترف نيكاراغوي يصنف ضمن فئة الوزن الثقيل.

## إحصائيات
خاض خلال مسيرته 27 نزالا، فاز في 20 وتعادل في 1 وخسر في 6. فاز بالضربة القاضية في 18 نزالا.

## روابط خارجية
- إيفانز كوين على موقع بوكس ريك (الإنجليزية) (registration required)